# Lithophylax
Lithophylax trigeri, Lithophylacidae
Famille
Genre
Espèce
Lithophylax trigeri, seul représentant du genre éteint Lithophylax, est une espèce de la famille également éteinte des Lithophylacidae.

## Répartition géographique
Les fossiles de cette espèce ne sont connus que dans un niveau de la formation géologique des « sables du Perche », appelé la « couche à Crustacés », situé sur la « Butte de Gazonfier » un quartier de la ville française du Mans dans la région des Pays de la Loire.  

## Datation stratigraphque
La couche géologique qui a livré les fossiles de Lithophylax trigeri est datée de la base du Crétacé supérieur, du Cénomanien moyen à supérieur, soit d'il y a environ 95 Ma (millions d'années).